# Пес Джейк
Пес Джейк є вигаданим та одним з головних персонажів американського телевізійного мультсеріалу «Час пригод», який був створений аніматором Пендлтоном Вордом. Його озвучує Джон ДіМаджіо. Цей персонаж вперше з'явився ще у першій серії мультфільму. Джейк є найкращим другом та прийомним братом Фіна. Він є собакою, що може змінює форму тіла і йому біля 30 «магічних собачих років». Він був зачатий Джошуом та невідомою прозорою істотою, і в результаті цього, Джейк може розтягуватись, зменшуватись та збільшуватись у розмірі, може приймати будь-яку форму тіла, може стати гігантським або, у той же момент, неймовірно маленьким. Він грає роль друга та наставника своєму енергійному брату, хоча і має тенденцію давати дещо сумнівні поради. У більшості випадків Джейк спокійний та розслаблений, але він полюбляє пригоди й коли потрібно, буде завзято битися. Його сили не тільки допомагають Фіну в боях та у переміщенні в просторі, але також іноді він використовує їх, як веселу форму самовираження. Джейк знаходиться у відносинах з леді Райдугоріг, яку озвучує Нікі Янг; у них є п'ятеро дітей, які були помічені в епізоді «Тато Джейк». Він познайомився з леді в першому епізоді та вміє досить добре грати на скрипці, в якій живе хробак Шелбі.

## Історія
Відповідно до епізодів, Джейк був зачатий, коли його батько, Джошуа, був вкушений перевертнем, прозорою безформною істотою під назвою Ворен Амперсанд під час детективного розслідування зі своєю дружиною Маргарет. Звідси випливає, що природні магічні сили Джейка є наслідком його біологічної взаємодії з Амперсандом, хоча сам він, мабуть, не знає про обставини свого народження, і вважає, що його магічні сили є результатом того, що ще бувши щеням, він скупався у «магічній грязьовій калюжі». Після народження, Джейка виховували Джошуа та Маргарет, разом з власним біологічним сином Джермейном та їх прийомним хлопчиком Фіном.
Далі, у серіях про дитинство Джейка з його сім'єю було сказано дуже мало, хоча в молодості він був успішним злочинцем та лідером банди, яку пізніше покинув, щоб жити більш чесним життям, як його друг Фін. Протягом цього часу він також розпочав романтичні стосунки з леді Райдугоріг, з якою він має п'ять дітей — дочок Чарлі, Віола та Джейкі-молодша, а також синів — Т.В. і Кім Кіль Ван. 

## Здібності
Сили Джейка дозволяють йому змінювати розмір, форму та довжину кожної частини його тіла. Він не тільки може розтягуватись і скорочуватись, але також змінювати свої внутрішні органи та зуби. Так в епізоді «Джейк проти Мі-Мяу» він збільшив розмір печінки у п'ятдесят один раз, щоб не отрута Мі-Мяу не пошкодила її. Найчастіше пес використовує свою Руку-Ключ, щоб відкрити будь-який замок. Також часто користується рукою, схожою на лук, який точно стріляє стрілами на короткій відстані.
Хоча йому не вистачає запалу для боротьби, яким володіє Фін, Джейк є вмілим борцем. Він є вправним рукопашним бійцем і може перетворити свої кінцівки на зброю. Його здатності змінювати розміри тіла дозволяють йому з легкістю перемагати своїх ворогів. Проте Пендлтон Уорд в інтерв'ю сказав, що Джейк використовує свої сили не повність і не знає на що насправді він спроможний. Попри те, що він у кілька разів сильніший за Фіна, Джейк часто піддається своєму прийомному братові.
Як показано в епізоді «Загадковий потяг», Джейк також може розтягнутися, щоб «створити» абсолютно нову людину, доки вони залишаються з'єднаними. Сили Джейка іноді використовуються проти його волі, як в епізоді «Енергетична тварина», де живіт Джейка прийняв форму кулака і пробив його так, щоб він прокинувся і почав їсти. Відомо, що, хоча Джейк може розтягнути своє тіло до неймовірних довжин, його можна тягнути до того, поки він не стане дуже тонким, що може бути дуже небезпечно для пса. Якщо він розтягнеться занадто сильно, то може померти або зникнути назавжди. Без своїх магічних сил Джейк досить слабкий і може ледве бігати, як це видно в епізоді «Сад відьом». Будучи чарівним собакою, Джейк також має гострий нюх. Він також володіє мечем, щитом та сокирою, але рідко використовує їх у бою. 

## Особистісні та характерні риси
Джейк, як правило, спокійний і має тенденцію не турбуватися про речі. Він смішний, вірний, завжди підтримає і стає у пригоді своєму брату. У важкі часи для Фіна, він завжди має жарт або пісню, щоб його підбадьорити. Граючи роль відданого друга, Джейк завжди готовий дати пораду, яка своєю чергою може бути некорисною та безглуздою. Часом він може бути дещо безвідповідальним, часто залишаючи Фіна самостійно боротися в битвах, але він завжди готовий допомогти коли потрібно.
Джейк любить добре поїсти. Йому подобається нездорова їжа, особливо пиріг, гамбургери та морозиво, але їсти шоколад він відмовляється, оскільки це може вбити його, як і звичайну собаку. Він не боїться пробувати нові продукти та вигадує багато своїх рецептів. Джейк також має симптоми СДУГ (Синдром порушення активності та уваги). Він може буквально забути про розмову в одну мить, і почати робити щось абсолютно не пов'язане з нею, наприклад, покласти ріжок морозива в тостер. 
Іноді Джейк демонструє свою дещо темну сторону. У всіх серіях Джейк має тенденцію робити сумнівні коментарі та дії, які можуть бути злими та егоїстичними. Джейк має звичку красти предмети, не розуміючи, що він робить, як це видно в епізодах «Сад відьом» та «Місто крадіїв». Він також викрадає цінні речі з кладовища. Це може бути результатом його кримінального минулого. 

## Вік
У першій серії Джейку було 28 років згідно з «магічними собачими роками». У епізодах «Підземелля тата» та «Тато Джейк» пес та Фін зображувалися як діти. 
У «Пам'ять пам'яті» у спогадах Фіна, хлопчик змальовувався як малюк, а картини на стіні показували Джейка і Джермейна як старших дітей, натякаючи на те, що Джейк може бути старшим за Фіна. Зараз йому приблизно має бути біля 40-ка років.
У спеціальному епізоді «Знову разом», дія якого відбувається через якийсь час після закінчення основного серіалу, Фін, який нещодавно помер від старості, подорожує Мертвими світами, щоб возз’єднатися з Джейком, що помер за багато років до нього також від старості. Після возз'єднання в потойбічному світі вони вирішують перевтілитися назад у світ живих.
1. 1 2  Joshua and Margaret Investigations — 2014.
2. 1 2  Sons of Mars — 2012.
3. 1 2  Imaginary Resources — 2017.